# Ladislav Beneš (házenkář)
Ladislav Beneš (* 9. červenec, 1943) je český házenkář a reprezentant Československa. Byl součástí týmu, který získal stříbrnou medaili na Letních olympijských hrách 1972 v Mnichově. Odehrál zde všech 6 utkání a zaznamenal v nich celkem 14 gólů. V roce 1967 byl také součástí zlatého týmu na mistrovství světa v házené ve Švédsku.
Svoji hráčskou kariéru začínal v klubu TJ Gottwaldov, později přestoupil do HC Dukla Praha.